# 内勒斯海姆
内勒斯海姆（德語：Neresheim，發音：[ˈneːʁəsˌhaɪm] ⓘ）是德国巴登-符腾堡州斯图加特行政区奥斯特阿尔布县的城市，面积118.51平方千米，2023年12月31日人口为8,049人。